# Richard Einspenner
Richard Einspenner (* 25. September 1891 in Breslau; † nach 1945) war ein deutscher Politiker (NSDAP) und SS-Führer.

## Leben
Nach dem Besuch der Volks- und Realschule absolvierte Einspenner eine kaufmännische Lehre, die er mit der Gehilfenprüfung abschloss. Später arbeitete er als Kaufmann in Stettin. Er leistete von 1909 bis 1911 Militärdienst als Freiwilliger beim Feldartillerie-Regiment „von Peucker“ (1. Schlesisches) Nr. 6 in Breslau und nahm von 1914 bis 1918 als Soldat am Ersten Weltkrieg teil, zunächst beim Reserve-Feldartillerie-Regiment Nr. 12, dann bei der Sturmabteilung Calsow und zuletzt als Vizewachtmeister beim Reserve-Feldartillerie-Regiment Nr. 239. Während des Krieges wurde er leicht verwundet und mit dem Eisernen Kreuz I. und II. Klasse ausgezeichnet.
Zum 1. Juli 1929 trat Einspenner in die NSDAP ein (Mitgliedsnummer 139.226), für die er von 1932 bis 1933 als Abgeordneter dem Preußischen Landtag angehörte. Als Mitglied der SS wurde er am 21. November 1931 zum SS-Sturmführer, am 6. Dezember 1931 zum SS-Sturmhauptführer und am 22. Juli 1932 zum SS-Standartenführer befördert (SS-Nummer 12.817). Er war von 1937 bis 1944 der SS-Stammabteilung 9 zugeteilt, kommandierte von Oktober 1943 bis Januar 1944 das Gebirgs-Artillerie-Regiment 6 der 6. SS-Gebirgs-Division „Nord“ und übernahm von Juli 1944 bis Januar 1945 das Kommando des SS-Artillerie-Ausbildungs-und-Ersatz-Regiments. Seit dem 21. Juni 1943 war er SS-Obersturmbannführer der Reserve, seit dem 9. November 1944 SS-Standartenführer der Reserve. 

## Auszeichnungen

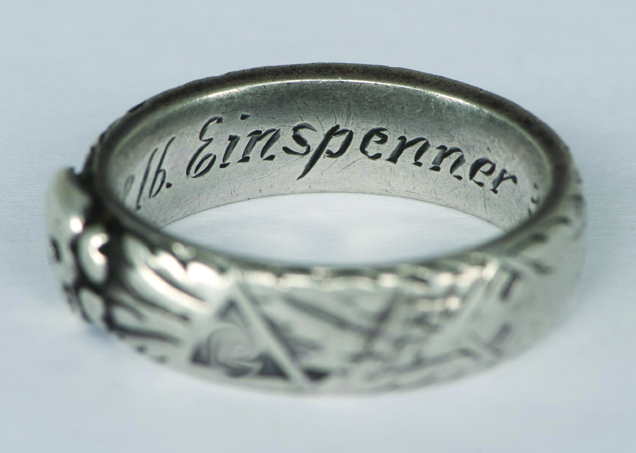
Einspenners Ehrenring

Seine Auszeichnungen während der Zeit des Nationalsozialismus umfassten die Wiederholungsspangen zum Eisernen Kreuz I. und II. Klasse, das Ehrenkreuz für Frontkämpfer sowie den SS-Ehrenring. Der Ehrenring wurde in der Nähe der Stadt Orlík nad Vltavou gefunden und ist in Martin Tomans Buch "SS-Totenkopfring Himmlerův prsten cti" beschrieben.